# موبون
پادشاه موبون (کره‌ای: 모본태왕؛ زاده:۳۰؛ سلطنت:۴۸–۵۳ میلادی)؛ پنجمین امپراتور گوگوریو، شمالی‌ترین در میان سه پادشاهی کره و دومین فرزند امپراتور تموشین بود.سوابق مختلفی از تولد او وجود دارد، به عنوان مثال در سنگ یابود گوانگ‌گه‌تو بزرگ و سامگوک ساگی، ثبت شده که او نوه پادشاه تموشین است.
پادشاه موبون زمانی مستبدی بود که قدرت نظامی لازم برای تهدید بخش شمال شرقی سلسله هان را داشت، اما در درون خود، مستبدی بود که مرتکب استبداد شد و ترور شد. سلطنت او تنها به مدت ۵ سال به طول انجامید، زیرا او به حاکمی مستبد تبدیل شد و سرانجام توسط دورو ترور شد.

## خانواده
- پدربزرگ: پادشاه یوریمیونگ
- مادربزرگ: ملکه سونگ
  - پدر: پادشاه تموشین
  - مادر: ملکه مه‌سولسو
    - برادر ناتنی: شاهزاده هودونگ
    - عمو: پادشاه مینجانگ
- همسر: ملکه سوسو
  - پسر: گو آیگ (هیچ سوابقی غیر از ولیعهد بودن او وجود ندارد)

## پیشینه و سلطنت
بر اساس سامگوک ساگی، یک تاریخ کره‌ای در قرن دوازدهم از سه پادشاهی کره، پادشاه موبون پسر ارشد سومین پادشاه گوگوریو، تموشین بود. اگرچه پادشاه موبون در زمان مرگ تموشین ولیعهد بود، اما به دلیل جوانی موبون، برادر کوچکتر تموشین، پادشاه مینجانگ، به سلطنت رسید. پادشاه موبون با مرگ پادشاه مینجانگ، پادشاه شد. با این حال، در سامگوک یوسا، موبون به عنوان برادر بزرگتر مینجانگ توصیف شده است.
سامگوک ساگی خاطرنشان می‌کند که شخصیت موبون خشن و سرسخت بود و خشم مردم عادی را برانگیخت. درسال ۴۹ میلادی، او چندین بار به فرماندهان بیپینگ، یویانگ، شانگ‌گو و تایوان سلسله هان حمله کرد، اما بعداً با هان معاهده امضا کرد.
او توسط یکی از مقامات دربار به نام دورو کشته شد. او در موبون وون به خاک سپرده شد.
او پسرش «آیگ» را ولیعهد نامید، اما پس از مرگ پادشاه موبون، جنگ قدرت برای تاج و تخت درگرفت. برخی از محققان معتقدند که پادشاه موبون آخرین خط نام خانوادگی هه بود که با دومین پادشاه گوگوریو، پادشاه یوریمیونگ آغاز شد، و ششمین پادشاه، پادشاه ته‌جو، تبار نام خانوادگی گو را آغاز کرد (سپس به‌طور عطف به ماسبق نام خانوادگی گو را به پادشاه بنیانگذار امپراتور دونگمیونگ نسبت داد).
در دومین سال (۴۹ میلادی) سلطنت پادشاه موبون از گوگوریو میلادی از سامگوک ساگی تاریخ سه پادشاهی) پادشاه موبون ژنرالی را برای حمله به بوکپیونگ اویانگ سانگ گوک و ته وون از سلسله هان متأخر فرستاد در کتاب هان متأخر، ثبت شده است که در سال دوم سلطنت ۴۹ میلادی امپراتور گوانگ وو میلادی مردم ماک که در خارج از لیائودونگ بودند، به یوبی، پینگ اویانگ سانگ گوک و تای یوان حمله کردند لی بیونگ دو معتقد است که ووهوان یا شیانبی به اشتباه به عنوان گوگوریو ثبت شده‌اند. از سوی دیگر، نظریه‌هایی وجود دارد که حمله گوگوریو یا اینکه فقط ته وون بود که حمله کرد را تأیید می‌کند، یا در کتاب هان متأخر به این واقعیت اشاره شده است که گفته می‌شود این اقدام گوگوریو بوده است، بنابراین آنها همچنین مردم اصلی گوگوریو نامیده می‌شوند که خارج از کنترل گوگوریو بوده‌اند. با این حال حتی در مورد نظرات اقلیت همکاری بین اهوان و علما به عنوان یک فرض اساسی فرض می‌شود. در همین حال، توافق عمومی وجود دارد که ماهیت این حمله غارت بوده است نه گسترش ارضی.
او یک ماه پس از خودکشی هودونگ در سال ۳۲ میلادی به عنوان ولیعهد تاجگذاری کرد، اما هنگامی که پادشاه تموشین در سال ۴۴ میلادی درگذشت عمویش هه ساکجو (شاه مینجونگ) به دلیل اینکه هنوز جوان بود، به سلطنت رسید. با این حال، نظریه دیگری وجود دارد که پادشاه مینجونگ برادر او بوده است. در سال ۴۸ میلادی پادشاه قوم درگذشت و او به تخت سلطنت نشست از آنجا که او شخصیتی ظالم داشت و قادر به رسیدگی به امور مملکت نبود مردم از او رنجیدند. در اکتبر امسال شاهزاده آیک به عنوان ولیعهد منصوب شد
فرماندار لیائو دونگ، در سال ۴۹ میلادی او با کای رونگ از سلسله هان متأخر، صلح کرد. و گفت امسال شرایط آب و هوایی بدی از جمله طوفان، یخبندان و تگرگ در تابستان وجود داشت، بنابراین در ماه هشتم تقویم قمری به مردم گرسنه کمک رسانی شد.
با گذشت روزها، او بیشتر و بیشتر بی رحم می‌شد. او همیشه روی مردم می‌نشست یا از آنها به عنوان بالش برای خوابیدن استفاده می‌کرد و اگر آنها تکان می‌خوردند بدون هیچ رحمی آنها را می‌کشت اگر در میان رعایای او کسی بود که علیه او سخنی می‌گفت، تیری به سویش پرتاب می‌کرد. در نهایت در سال مردی از موبون که به پادشاه، او توسط دو لو موبون خدمت می‌کرد، به قتل رسید. پس از او پسر جائسا که توسط مردم کشور ولیعهد محسوب نمی‌شد، پادشاه تجو. (گونگ) بود.

## بحث و جدل پیرامون سلطنت بعدی
بسیاری از منابع اصلی کره‌ای، مانند سامگوک ساگی و سامگوک یوسا، بیان می‌کنند که پادشاه موبون پادشاه بزرگی بود که در ابتدا به فکر مردم خود بود، اما در اواخر سلطنت خود به یک ظالم تبدیل شد. اما در مشاهده وقایعی که در همین منابع کره‌ای آمده است، مواردی از قبیل افتتاح تمام انبارهای مواد غذایی برای رفع گرسنگی و فقر مردم و گسترش قلمروها ذکر شده است که از ویژگی‌های یک ظالم با در نظر گرفتن این موضوع، برخی از محققان گمان می‌کنند که سوابق و تصویر عمومی از پادشاه موبون ممکن است تلاشی از طرف طرفداران پادشاه ته‌جو برای توجیه کودتای خود بوده باشد. این محققان بیشتر از این نظریه حمایت می‌کنند که تفاوت نام خانوادگی در حاکمان اولیه گوگوریو به دلیل تغییر قدرت در میان پنج خانواده نجیب است.

## تصویر سازی مدرن
- توسط «اوه اونچان» در مجموعه تلویزیونی جامیونگ گو سال ۲۰۰۹ اس‌بی‌اس، به‌تصویر کشیده شد.